# Chlorophorus japonicus
Chlorophorus japonicus là một loài bọ cánh cứng trong họ Cerambycidae.